# 활로
활로(活路)는 돌이 살아가는 길을 뜻하는 바둑 용어이다. 돌이 뻗어갈 수 있는 바둑판 위의 '교차점'이다. 돌이 호흡할 수 있는 생명의 숨길이자 발전의 방향을 뜻한다.